# Cambria (Schiff, 1949)
Die Cambria war ein 1949 in Dienst gestelltes Passagierschiff der British Transport Commission (ab 1962 British Railways), das 26 Jahre lang zwischen Holyhead und Dún Laoghaire im Einsatz stand. Nach seiner Ausmusterung im Oktober 1975 wurde es 1976 an einen Reeder Saudi-Arabien verkauft, ehe es 1981 nach weiteren Besitzerwechseln und fünf Jahren inaktiver Liegezeit vor Sues sank.

## Geschichte
Die Cambria entstand unter der Baunummer 1368 in der Werft von Harland & Wolff in Belfast und lief am 21. September 1948 vom Stapel. Nach ihrer Ablieferung an British Railways bzw. deren Tochtergesellschaft Sealink am 17. Mai 1949 nahm sie im selben Monat den Liniendienst von Holyhead nach Dún Laoghaire auf und ergänzte dabei ihr im Monat zuvor in Dienst gestelltes Schwesterschiff Hibernia.
1951 erhielt die Cambria Denny-Brown-Stabilisatoren. Im Dezember 1967 stand sie kurzzeitig auf der Strecke von Heysham nach Belfast im Einsatz, ehe sie wieder auf die Holyhead-Dún Laoghaire-Strecke zurückkehrte. Zwischen Mai 1971 und Januar 1972 lief das Schiff von Heyham aus Dún Laoghaire an, anschließend wurde es abermals nach Holyhead verlegt.
Am 31. Oktober 1975 endete die aktive Dienstzeit der Cambria nach 26 Jahren und somit ein Jahr früher als die ihres Schwesterschiffs Hibernia, die noch bis Oktober 1976 in Fahrt blieb. 
Im Januar 1976 ging das Schiff als Al Taif an die Orri Navigation Lines in Dschidda, wo es noch im selben Monat eintraf. Es ist kein Einsatz des Schiffes unter diesem Namen bekannt. Dies änderte sich auch nicht nach einem Verkauf an die griechische Saudi International Shipping Company 1978. 1980 ging die Al Taif unter dem abgeänderten Namen Altaif wieder in den Besitz der Orri Navigation Lines über. Zuletzt war das Schiff vor Sues aufgelegt, ehe es dort am 15. Januar 1981 vor der Küste sank. Ob und wann das Wrack geborgen wurde, ist unbekannt.